# Smokvica (Pag)
Smokvica falu Horvátországban Zára megyében. Közigazgatásilag Paghoz tartozik.

## Fekvése
Pagtól 20 km-re délkeletre, a sziget délkeleti végében, az azonos nevű öbölben fekszik.

## Története
A település a 19. század második felében keletkezett, amikor Pag városából a Negulić család telepedett le itt. 1815-óta a bécsi kongresszus döntése értelmében a Habsburg Birodalom része volt, amely a Dalmát Királyság részeként Zárából igazgatta egészen 1918-ig. 1880-ban 7, 1910-ben 17 lakosa volt. Ezt követően előbb a Szerb-Horvát-Szlovén Királyság, majd Jugoszlávia része lett. 2011-ben 55 lakosa volt.

## Lakosság
| Lakosság változása | Lakosság változása | Lakosság változása | Lakosság változása | Lakosság változása | Lakosság változása | Lakosság változása | Lakosság változása | Lakosság változása | Lakosság változása | Lakosság változása | Lakosság változása | Lakosság változása | Lakosság változása | Lakosság változása | Lakosság változása |
| ------------------ | ------------------ | ------------------ | ------------------ | ------------------ | ------------------ | ------------------ | ------------------ | ------------------ | ------------------ | ------------------ | ------------------ | ------------------ | ------------------ | ------------------ | ------------------ |
| 1857               | 1869               | 1880               | 1890               | 1900               | 1910               | 1921               | 1931               | 1948               | 1953               | 1961               | 1971               | 1981               | 1991               | 2001               | 2011               |
| 0                  | 0                  | 7                  | 21                 | 13                 | 17                 | 17                 | 0                  | 44                 | 52                 | 68                 | 46                 | 39                 | 59                 | 50                 | 55                 |